# 钓鱼台河房
钓鱼台河房位于中国江苏省南京市秦淮区秦淮河南岸、钓鱼台一二三巷192号，为清代某翰林学士故宅，现存西院前后两进和东院后进，沿河均为河厅，另临河建有四角攒尖顶亭一座。建筑现已空置多年，破损不堪，西院沿街入口均被封死。